# Rajd Australii 2006

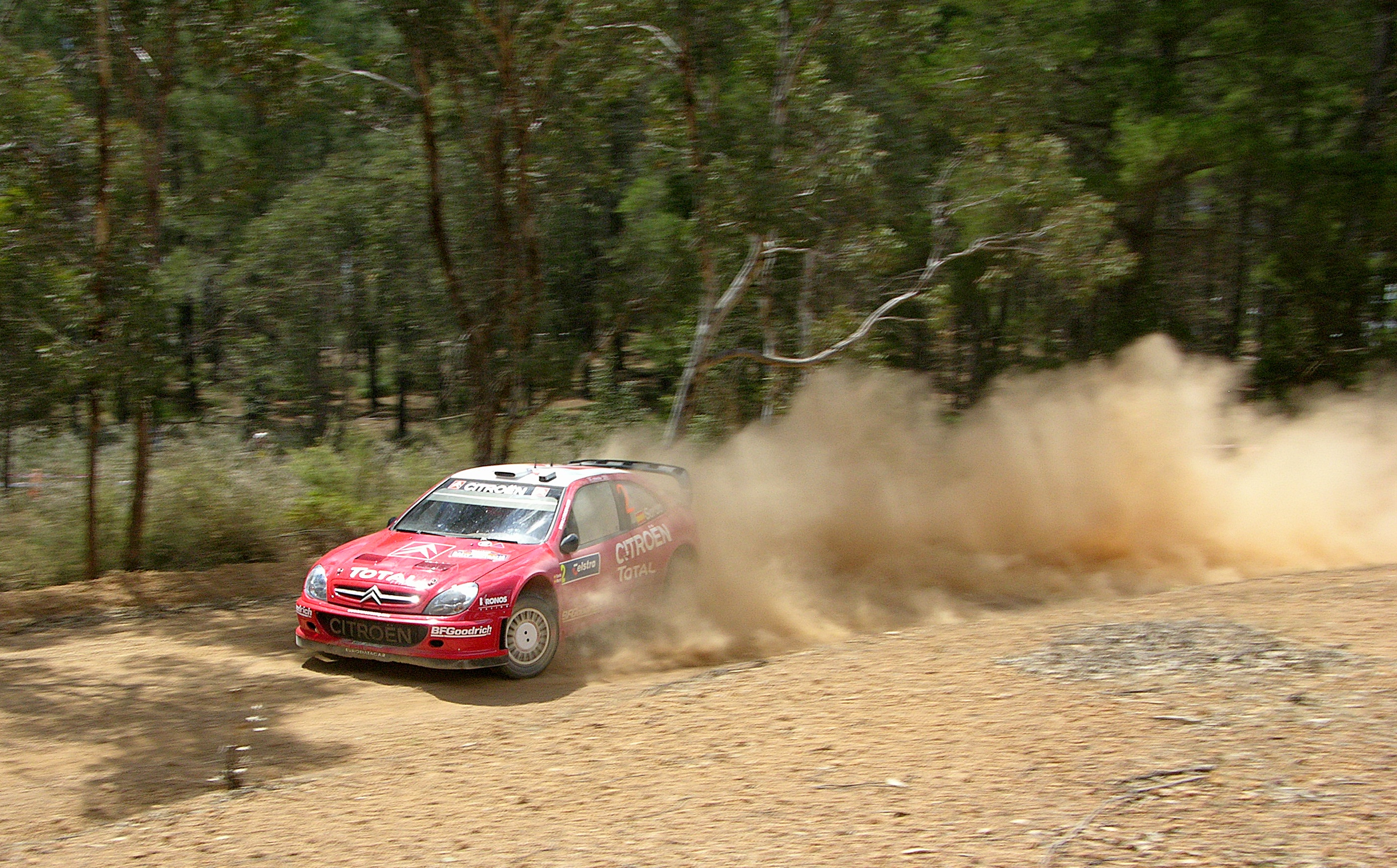
Dani Sordo podczas rajdu

Rezultaty Rajdu Australii, eliminacji Rajdowych Mistrzostwach Świata, w 2006 roku, który odbył się w dniach 27-29 października:

## Klasyfikacja końcowa
| Msc.                   | Kierowca               | Pilot                  | Samochód                 | Czas                   | Strata                 | Grupa                  | Punkty                 |
| Klasyfikacja generalna | Klasyfikacja generalna | Klasyfikacja generalna | Klasyfikacja generalna   | Klasyfikacja generalna | Klasyfikacja generalna | Klasyfikacja generalna | Klasyfikacja generalna |
| ---------------------- | ---------------------- | ---------------------- | ------------------------ | ---------------------- | ---------------------- | ---------------------- | ---------------------- |
| 1                      | Mikko Hirvonen         | Jarmo Lehtinen         | Ford Focus RS WRC 06     | 3:15:11.8              | 0.0                    | A8 M                   | 10                     |
| 2                      | Petter Solberg         | Cato Menkerud          | Subaru Impreza WRC 06    | 3:15:48.9              | +37.1                  | A8 M                   | 8                      |
| 3                      | Manfred Stohl          | Ilka Minor             | Peugeot 307 WRC          | 3:19:10.4              | +3:58.6                | A8 M                   | 6                      |
| 4                      | Xavier Pons            | Carlos Del Barrio      | Citroën Xsara WRC        | 3:19:57.2              | +4:45.4                | A8 M                   | 5                      |
| 5                      | Marcus Grönholm        | Timo Rautiainen        | Ford Focus RS WRC 06     | 3:27:35.6              | +12:23.8               | A8 M                   | 4                      |
| 6                      | Jari-Matti Latvala     | Miikka Anttila         | Subaru Impreza WRX STi   | 3:32:21.0              | +17:09.2               | N4                     | 3                      |
| 7                      | Mirco Baldacci         | Giovanni Agnese        | Mitsubishi Lancer Evo IX | 3:32:54.7              | +17:42.9               | N4                     | 2                      |
| 8                      | Dean Herridge          | William Hayes          | Subaru Impreza WRX STi   | 3:33:33.8              | +18:22.0               | N4                     | 1                      |
| 9                      | Chris Atkinson         | Glenn Macneall         | Subaru Impreza WRC '06   | 3:42:17.3              | +27:05.5               | A8 M                   |                        |
|                        |                        |                        |                          |                        |                        |                        |                        |
| 22                     | Luis Perez Companc     | Jose Maria Volta       | Ford Focus RS WRC '06    | 3:58:12.1              | +43:00.3               | A8 M                   |                        |
| 23                     | Dani Sordo             | Marc Martí             | Citroën Xsara WRC        | 3:58:48.8              | +43:37.0               | A8 M                   |                        |
| PWRC                   |                        |                        |                          |                        |                        |                        |                        |
| 1.                     | Jari-Matti Latvala     | Miikka Anttila         | Subaru Impreza WRX STi   | 3:32:21.0              | 0.0                    | N4                     | 10                     |
| 2.                     | Mirco Baldacci         | Giovanni Agnese        | Mitsubishi Lancer Evo IX | 3:32:54.7              | +33.7                  | N4                     | 8                      |
| 3.                     | Dean Herridge          | William Hayes          | Subaru Impreza WRX STi   | 3:33:33.8              | +1:12.8                | N4                     | 6                      |
| 4.                     | Aki Teiskonen          | Miika Teiskonen        | Subaru Impreza WRX STi   | 3:42:31.1              | +10:10.1               | N4                     | 5                      |
| 5.                     | Sergey Uspenskiy       | Dmitriy Yeremeyev      | Subaru Impreza WRX STi   | 3:47:00.5              | +14:39.5               | N4                     | 4                      |
| 6.                     | Stefano Marrini        | Tiziana Sandroni       | Mitsubishi Lancer Evo IX | 3:51:18.5              | +18:57.5               | N4                     | 3                      |
| 7.                     | Toshi Arai             | Daniel Barritt         | Mitsubishi Lancer Evo IX | 4:00:12.6              | +27:51.6               | N4                     | 2                      |

1. ↑  Litera M przy oznaczeniu grupy do której należy samochód oznacza, iż tylko ci kierowcy zdobywali punkty dla swoich zespołów liczonych w klasyfikacji producentów na koniec sezonu.

## Nie ukończyli
- Henning Solberg
- Toshihiro Arai

## Zwycięzcy odcinków specjalnych
| Numer | Nazwa                | Zwycięzca                   |
| ----- | -------------------- | --------------------------- |
| OS1   | Perth City Super I   | M. GRÖNHOLM / T. RAUTIAINEN |
| OS2   | Perth City Super II  | M. GRÖNHOLM / T. RAUTIAINEN |
| OS3   | Murray North I       | C. ATKINSON / G. McNEALL    |
| OS4   | Murray South I       | C. ATKINSON / G. McNEALL    |
| OS5   | Holyoake             | C. ATKINSON / G. McNEALL    |
| OS6   | Murray North II      | P. SOLBERG / P. MILLS       |
| OS7   | Murray South II      | P. SOLBERG / P. MILLS       |
| OS8   | Beraking I           | M. GRÖNHOLM / T. RAUTIAINEN |
| OS9   | Flynns I             | M. GRÖNHOLM / T. RAUTIAINEN |
| OS10  | Perth City Super III | M. GRÖNHOLM / T. RAUTIAINEN |
| OS11  | Perth City Super IV  | X. PONS / C. DEL BARRIO     |
| OS12  | Banister North I     | M. HIRVONEN / J. LEHTINEN   |
| OS13  | Bannister Central I  | M. HIRVONEN / J. LEHTINEN   |
| OS14  | Bannister Loop       | M. GRÖNHOLM / T. RAUTIAINEN |
| OS15  | Bannister North II   | M. GRÖNHOLM / T. RAUTIAINEN |
| OS16  | Bannister Central II | M. HIRVONEN / J. LEHTINEN   |
| OS17  | Beraking II          | P. SOLBERG / P. MILLS       |
| OS18  | Flynns II            | M. GRÖNHOLM / T. RAUTIAINEN |
| OS19  | Perth City Super V   | M. GRÖNHOLM / T. RAUTIAINEN |
| OS20  | Perth City Super VI  | M. GRÖNHOLM / T. RAUTIAINEN |
| OS21  | Atkins I             | P. SOLBERG / P. MILLS       |
| OS22  | Helena North I       | M. HIRVONEN / J. LEHTINEN   |
| OS23  | Helena South I       | M. HIRVONEN / J. LEHTINEN   |
| OS24  | Atkins II            | P. SOLBERG / P. MILLS       |
| OS25  | Helena North II      | P. SOLBERG / P. MILLS       |
| OS26  | Helena South II      | M. HIRVONEN / J. LEHTINEN   |

## Klasyfikacja po 14 rundach
Tabele przedstawiają tylko pięć pierwszych miejsc.

### Kierowcy
| Lp. | Kierowca        | Pkt |
| --- | --------------- | --- |
| 1   | Sébastien Loeb  | 112 |
| 2   | Marcus Grönholm | 91  |
| 3   | Mikko Hirvonen  | 57  |
| 4   | Daniel Sordo    | 43  |
| 5   | Manfred Stohl   | 40  |

### Producenci
| Lp. | Producent                  | Pkt |
| --- | -------------------------- | --- |
| 1   | BP Ford World Rally Team   | 167 |
| 2   | Kronos Total Citroën WRT   | 151 |
| 3   | Subaru World Rally Team    | 94  |
| 4   | OMV Peugeot Norway         | 73  |
| 5   | Stobart VK Ford Rally Team | 36  |